# Рожнятовка (Кировоградская область)
Рожнятовка (укр. Рожнятівка) — село в Великосевериновской сельской общине Кропивницкого района Кировоградской области Украины.
Население по переписи 2001 года составляло 61 человек. Почтовый индекс — 27601. Телефонный код — 522. Код КОАТУУ — 3522582104.